# Rothaar

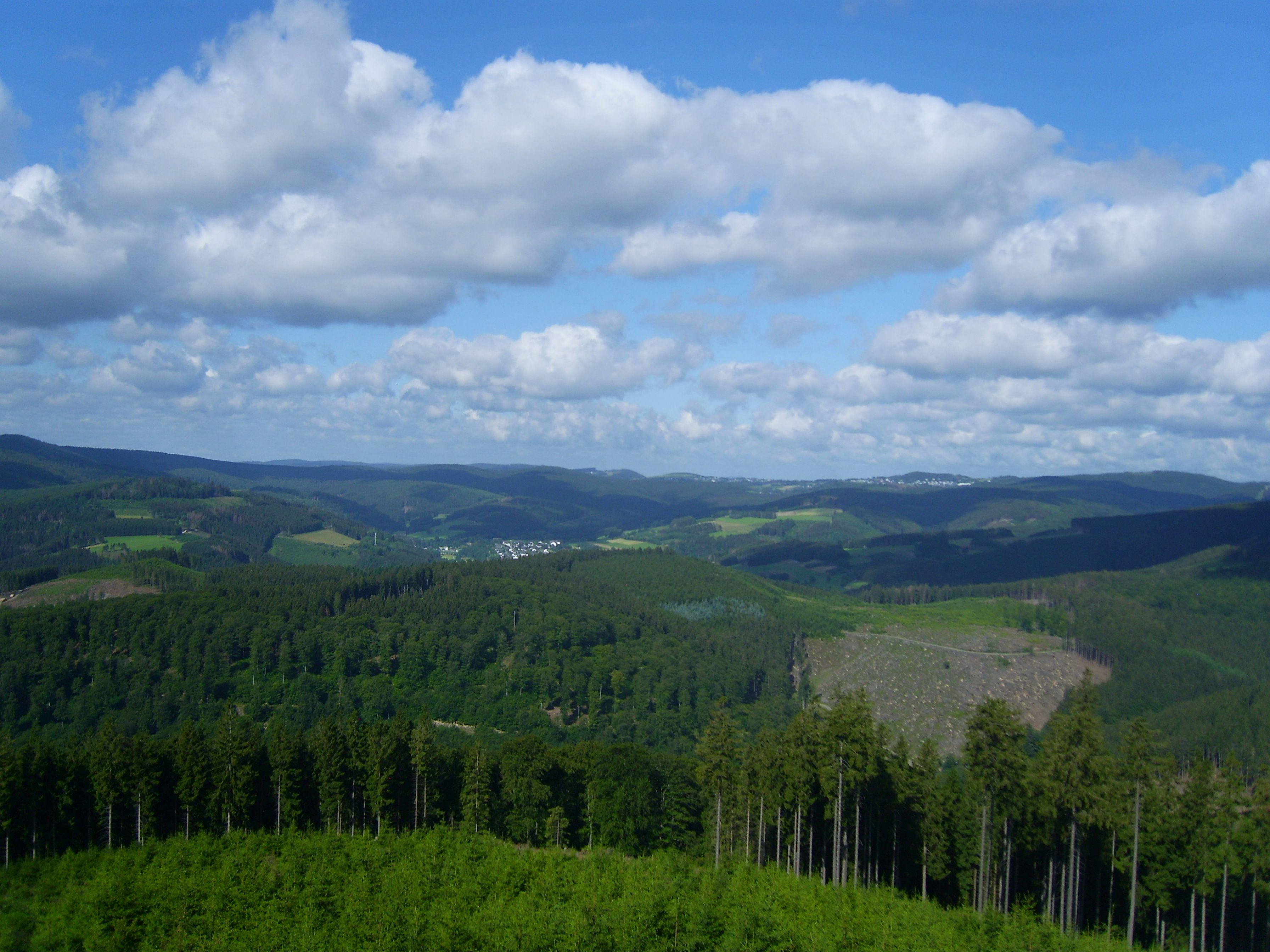
Basis der Rothaar sind Asten (rechts) und Langewiese (von dort bis zur Bildmitte). Auf dem Bild im Hintergrund zu erkennen sind alle wichtigen Gipfel der Kühhuder Rothaar sowie die Hohe Hessel in der Rüsper Rothaar.

Die Rothaar, Namensgeberin des Rothaargebirges, ist ein Gebirgskamm desselben zwischen dem Wittgensteiner Land im Südosten und dem Sauerland im Nordwesten in den Kreisen Siegen-Wittgenstein, Hochsauerlandkreis und Kreis Olpe, Nordrhein-Westfalen. Er gliedert sich in die bis 771,2 m hohe Kühhuder Rothaar im Nordosten und die bis 756,0 m hohe Rüsper Rothaar im Südwesten, wobei von der Kuhhüder Rothaar die knapp unter 700 m bleibende Schmallenberger Höhe abzweigt und mit dem Hauptkamm zusammen die Latropschlucht an der Latrop um das gleichnamige Kleindorf Latrop einfasst.

## Lage
Die Rothaar wird nach Nordosten, westlich des Höhenweilers Hoheleye, durch die B 236 und die B 480 zwischen Bad Berleburg und Schmallenberg begrenzt. Nach Südwesten endet sie, in knapp 27 km (Luftlinie) Entfernung, an der B 62 zwischen Hilchenbach und Erndtebrück in Lützel. Im Kammbereich liegen nur die Weiler Schanze, Kühhude und Jagdhaus, in der Latropschlucht liegt das Kleindorf Latrop. Davon abgesehen ist die Rothaar unbewohnt und komplett bewaldet.
Nach Südosten geht der Kamm einigermaßen fließend in das Auer Ederbergland über; in Kammnähe liegen hier (von Nordost nach Südwest) Girkhausen, Schüllar, Wingeshausen sowie der inselartig im Wald gelegene Weiler Rüspe und das ähnlich inselartige Kleindorf Zinse. Etwas vom Kamm entfernt liegen insbesondere die Hauptgemeinden Bad Berleburg und Erndtebrück, wobei ein nicht kleiner Kammabschnitt auf Berleburger Gemarkung liegt.
Nördlich um die Schmallenberger Höhe gruppieren sich im angrenzenden Offenland Oberkirchen, Grafschaft, Schmallenberg und Fleckenberg; weiter südwestlich grenzt die Rothaar an weitere bewaldete Höhenzüge und die Nachbarorte Milchenbach, Selbecke, Schwartmecke (ebenfalls Gemarkung Selbecke), Oberhundem, Rinsecke, Marmecke (letztere zwei ebenfalls Oberhundemer Gemarkung), Albaum (Gemarkung Würdinghausen) und Heinsberg liegen in Rodungsinseln, die sich im Falle von Milchenbach und Heinsberg auf einen einzigen Ort beschränken, während die Dörfer dazwischen durch Rodungsbrücken miteinander verbunden sind. Erst in Hilchenbach liegt wieder eine Stadt und überdies ein größeres zusammenhängendes Siedlungsgebiet (Kernsiegerland) in Rothaarnähe. Die Stadtteile Oberndorf, Helberhausen, Vormwald und Grund liegen unmittelbar an das Waldgebiet angrenzend, wobei nur Grund heute noch ein frei stehendes Dorf ist; auf ihren Gemarkungen liegen auch einige Gipfel des Rothaarkamms.
Einzige größere Straße über die Rothaar ist die Landesstraße 553, die Rüspe mit Oberhundem verbindet. An ihr liegen der Rhein-Weser-Turm und der Panorama-Park Sauerland Wildpark. Ebenfalls über den Kamm verläuft die als Weidiger Weg in Wingeshausen startende Kreisstraße 42 (SI) nach Jagdhaus und als Jagdhäuser Straße weiter nach Fleckenberg. Demgegenüber endet der in Bad Berleburg startende Homrighäuser Weg (K 39) an der Kreisgrenze bei Kühhude und auf HSK-Seite die Straße Am Stünzel aus Grafschaft in Schanze bereits vor Erreichen des Kamms.

## Naturräumliche Zuordnung und Gliederung
Die Rothaar ist naturräumlich wie folgt zugeordnet und gegliedert:
- (zu 33 Süderbergland)
  - (zu 333 Rothaargebirge)
    - (zu 333.5 Winterberger Hochland)
      - 333.52(0) Kühhuder Rothaar
        - 333.521 Latropschlucht
        - 333.522 Schmallenberger Höhe

    - (zu 333.4 Westrothaarhöhen)
      - 333.41 Rüsper Rothaar

Die Kühhuder Rothaar im Nordosten unterscheidet sich von der Rüsper im Südwesten insbesondere darin, dass sie nur zwei nennenswerte Scharten hat, in denen der Kamm immer noch auf um 700 m Höhe bleibt, und sehr allmählich nach Südwesten abflacht. Die Rüsper Rothaar ist demgegenüber in ihrer Richtung schwankend und weist diverse tiefere Scharten auf, die Teilkämme abtrennen.
Die vom Nordosten der Kuhhüder Rothaar nach Westen abzweigende Schmallenberger Höhe sowie die von ebender und dem Hauptkamm der Rothaar eingerahmte Latropschlucht waren auf Blatt Arolsen aus dem Jahr 1963 noch nicht als Unter-Naturräume eingezeichnet gewesen. Man muss sich die Grenzen von Blatt Arnsberg aus 1969 desselben Autors gewissermaßen nach Osten verlängert denken.

### Zuordnung und Nachbar-Naturräume
Die Zuordnung der Kühhuder Rothaar zum Winterberger Hochland, dem Gebirgsrumpf des Rothaargebirges, ist zunächst einmal schlüssig. Sie setzt den in der Langewiese bei Neuastenberg und Langewiese etwas abgeflachten Kamm des Astenbergs um den 841,9 m hohen Kahlen Asten mit der bis 818,5 m hohen Hunau als Nordwest- und der bis 816,1 m hohen Ziegenhelle als Südostflügel nach Südwesten fort.
Etwas unglücklicher ist die Zusammenfassung der Rüsper Rothaar mit dem Auer Ederbergland (333.42) und den Brachthäuser Hohen Waldbergen (333.40) zu den sogenannten Westrothaarhöhen. Prinzipiell ist der Übergang zum Ederbergland links der Eder in der Tat fließend – was übrigens die Kuhhüder Rothaar nicht minder betrifft.
Allerdings sind die Brachthäuser Hohen Waldberge ein deutlich abgegrenzter und geomorphologisch gänzlich andersartiger Landschaftsteil des Rothaargebirges, der sich vor allem aus wuchtigen Solitärbergen zusammensetzt. Die Waldberge haben praktisch keinen Kammcharakter und Hoher Wald und Kindelsberg weisen Schartenhöhen auf, die im Kamm- und Hochflächenbereich des Rothaargebirges praktisch nicht vorkommen. Selbst das Wolfshorn als unmittelbarer Nachbar des Hohen Waldes kommt noch auf eine Schartenhöhe von um 120 m – was in der Rüsper Rothaar nur der Hauptberg Härdler schafft (während innerhalb der Kühhuder Rothaar überhaupt keine tiefere Scharte liegt).
Alles in allem bilden die beiden Rothaarabschnitte eine Einheit, die sich einerseits deutlich von den westlich an die Rüsper Rothaar angrenzenden Waldbergen unterscheidet und andererseits nicht minder deutlich von der an der Kammlinie im Südosten nach der kurzen Übergangslandschaft Lützeler Pass (333.13) angrenzenden Hochfläche des Ederkopf-Lahnkopf-Rückens (333.01). Das nach Südosten sich anschließende, tief zertalte Ederbergland überragen sie deutlich, umso deutlicher den Schmallenberger Grund (335.10) um Schmallenberg, der sich nördlich an die Schmallenberger Höhe anschließt, und den Hundemgrund bei Oberhundem westlich der Rüsper Rothaar.
Die Höhenlagen des Oberlenneberglandes (33652), an die die Rothaar nach Nordwesten grenzt, sind geomorphologisch zwar ähnlich, doch fallen die Gipfelhöhen zum sogenannten Milchenbacher Rücken um etwa 100 m. In der Karte von 1954 des Handbuchs der naturräumlichen Gliederung Deutschlands war das Oberlennebergland inklusive Saalhäuser Bergen noch komplett dem Rothaargebirge zugeordnet worden, bis 1960 kam es allerdings zur neuen Haupteinheit Südsauerländer Bergland (3362) und in der Feingliederung im Jahr 1969 zu den Südsauerländer Rothaarvorhöhen (3362), die ziemlich genau die zwischen 1954 und 1960 aus dem Rothaargebirge ausgegliederten Landschaften enthält. Beim Rothaargebirge bzw. bei der Rothaar verblieben nur die über 700 m erreichenden Rücken von Riesenberg (727,7 m) und Kahleberg (711,4 m) als Nordöstbegrenzung des Hundemgrundes, deren Scharten (Riesenberg zum Hauptkamm und Kahleberg zu Riesenberg) jeweils auf gut 645 m liegen, während die Scharte vom Kahleberg zum „eigentlichen“ Milchenbacher Hauptrücken bereits auf nur noch 588,1 m liegt.

### Grenzziehung
Die Außengrenze der Rothaar erhält man frappierend genau, wenn man von seiner Nordostgrenze zur Langewiese, der südwestlichen Taleinfassung der Untersten Hesselbach (zur Odeborn), nach Nordwesten verlängert bis zum Bundesstraßendreieck der B 480 mit der B 236 westlich von Hoheleye, nach Südwesten alle Höhenzüge einschließt, die innerhalb der 600-m-Höhenlinie liegen (und in den Tälern, je nach Kriterien, etwas tiefer geht). Am Kamm endet die Rothaar exakt an der ersten Scharte unter 600 m, die auf 581,2 m den Pfaffenhain (658,5 m) als westliche Verriegelung des Lützeler Passes abtrennt. Ähnliches gilt für die Trennlinien zum Oberlennebergland (s. o., jedoch auch an fast allen anderen Übergängen) und zu den Brachthäuser Hohen Waldbergen (Scharte auf 591,9 m).
Minimal von den 600 m abweichen wird man beim Kippesberg (651,9 m) südöstlich Milchenbachs, im Nordwestrücken des über 100 m höheren Härdler (756,0 m), dessen Scharte auf 606,3 m liegt. Überdies zählt Martin Bürgener den bis 661,1 m hohen rücken des Burgkopfes trotz Scharte auf 607,0 m bereits zum Auer Ederbergland. Allerdings ist diese Scharte bemerkenswert schmal und die Bacharme vom Westerbach, eines der beiden Hauptarme im System der Kappel, und der Dengessiepen aus dem System der Röspe berühren sich fast; die 600-m-Höhenlinien haben hier einen Abstand von nur etwa 180 horizontalen Metern.
Umgekehrt zählte Bürgener den Hermeskopf (611,7 m, Scharte auf 594,1 m) südwestlich von Röspe noch randlich zur Rothaar, ebenso den Homberg (630,7 m, Scharte auf 586,5 m) im Norden von Wingeshausen sowie den gipfelfreien Riedel Ewigeberg östlich davon, dessen Steilabfall zum Auer Kessel erst bei einer etwas geringeren Höhe einsetzt. Auch der Kamm der eigentlichen Schmallenberger Höhe endet nach Westen erst etwas westlich einer Scharte auf 595,6 m, wo er erst jenseits eines letzten Randgipfels auf 603,6 m steil abfällt.
Am nördlichen Steilhang der Schmallenberger Höhe zum Schmallenberger Grund sowie am nordwestlichen Übergang der Rüsper Rothaar zum Hundemgrund ist die Naturraumgrenze jeweils auf um 500 m herabgesetzt, wodurch am Hundemgrund auch noch ein paar isolierte Randkuppen zur Rothaar gerechnet werden. Diese Hänge bilden gewissermaßen eigene Unternaturräume, die indes nicht so abgeschlossen in sich sind wie die überall unter 600 m gelegene Latropschlucht. Letztere wird übrigens nicht nur von der Schmallenberger Höhe und der eigentlichen Kühhuder Rothaar eingefasst, sondern auch, nach Südwesten, vom östlichsten Abschnitt der Rüsper Rothaar – was ein weiteres Argument dafür wäre, die Rothaar insgesamt als Einheit zu sehen und nicht auf verschiedene Über-Naturräume zu verteilen.

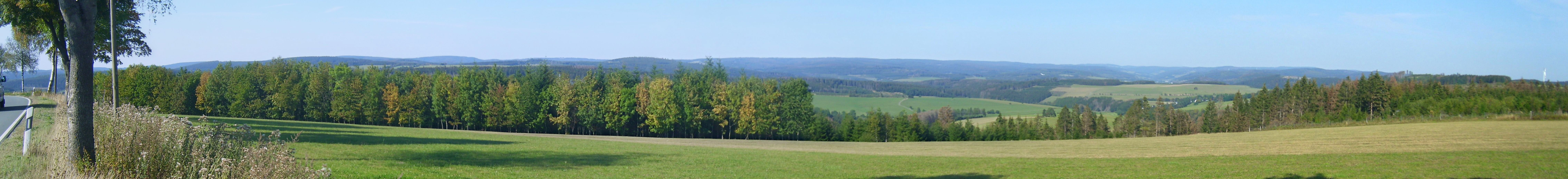
Die Rothaar von nah der Rhein-Weser-Wasserscheide aus; die Kühhuder Rothaar im Zentrum, der Härdler halblinks. Für Details siehe Bildbeschreibungsseite!

## Kühhuder Rothaar

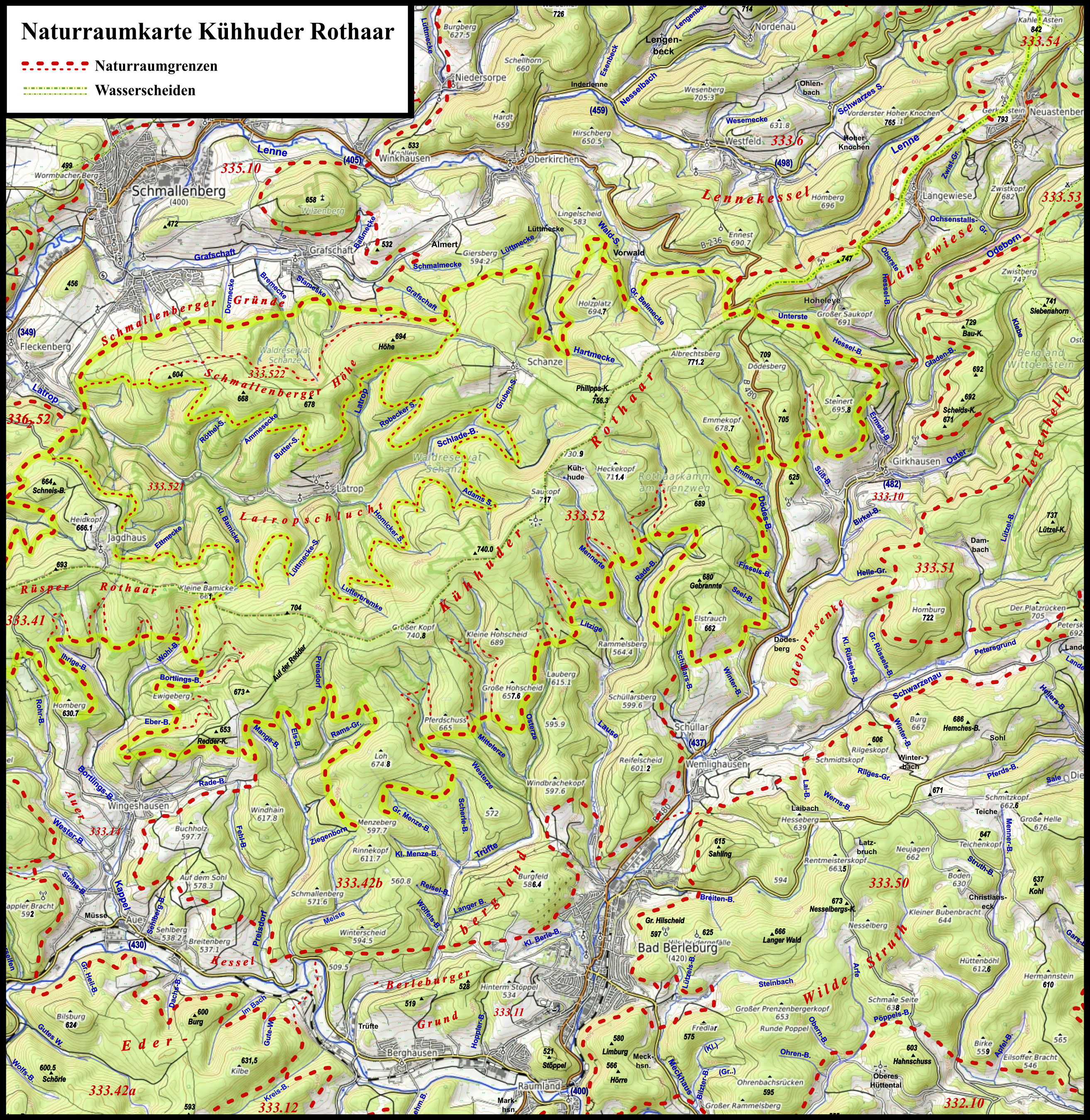
Detailkarte der Kühhuder Rothaar mit Schmallenberg im Nordwesten und Bad Berleburg im Südosten

Die Kühhuder Rothaar bildet den Nordostteil der Rothaar. Ihre Scharte im Nordosten (⊙) liegt auf 726,8 m ü. NHN in unmittelbarer Nähe zum Abzweig der B 480 von der B 236, welche hier, etwa 1 km westlich Hoheleyes, den Kammbereich der vom Astenberg mit dem Kahlen Asten her kommenden Langewiese bei Langewiese und Neuastenberg verlässt, um sich, über den östlichen Talrand der Waldsiepen, dem Tal der Lenne bei Oberkirchen durch dieses flussabwärts nach Schmallenberg zu wenden. Die B 480 wiederum folgt dem Tal der Odeborn weiter nach Girkhausen, Schüllar und Bad Berleburg, bis diese in Raumland in die Eder mündet.
Die Rhein-Weser-Wasserscheide ist hier gleichzeitig die historische Grenze vom Fredeburger Land zur Grafschaft Wittgenstein, heute Kreisgrenze zwischen Hochsauerlandkreis und Kreis Siegen-Wittgenstein. Auf der Wittgensteiner Seite liegt das Naturschutzgebiet Rothaarkamm am Grenzweg, auf der hochsauerländischen Seite das NSG Waldreservat Schanze.

### Albrechtsberg
Knapp die Nordosthälfte (Luftlinie sind es 3,8 km) des Hauptkamms nimmt der Albrechtsberg (771,2 m; ⊙) ein, der nach Südwesten nur allmählich abflacht; 850 m westsüdwestlich seines Gipfels steht auf 752,0 m ein Heidenstock. Nach Nordwesten fließen die erwähnte Waldsiepen, ihr Nebenbach Große Bellmecke sowie die Hartmecke zur Lenne. Am Philippskopf (756,3 m), etwa in der Mitte dieses Abschnitts, zweigt ein Rücken nach Nordwesten mit dem Weiler Schanze (zu Schmallenberg) ab, der die Basis für die Schmallenberger Höhe bildet. In Schanze wurde früher eine Straßenverbindung von Berleburg nach Schmallenberg durch eine Wegesperre abgeriegelt.
Ab dem Abzweig der Schmallenberger Höhe wechselt die Nordwestseite zum Einzugsgebiet des Schladebachs, des wichtigster Zuflusses der Latrop. An der Südostseite des Albrechtsberg-Abschnitts entspringen Radebach und Mennerte, die nach ihrer Vereinigung (im Ederbergland) den Namen Lause tragen. Zwischen Emmegraben/Dörlesbach und Lause zieht sich ein besonders langer Riedel zur Gebrannten (679,9 m; ⊙) nördlich Schüllars, der sich, im Ederbergland, bis zur Reifelscheid (601,2 m; ⊙) im Norden Berleburgs fortsetzt, wobei beide genannten Gipfel Schartenhöhen von immerhin um 60 m aufweisen. Alle anderen Riedel nach Südosten bleiben kürzer und kommen ohne markante Gipfel aus.

### Hohscheid
Die Mennertequelle liegt bereits an der mit 697,3 m tiefsten Scharte (⊙) der Kühhuder Rothaar mit dem namensgebenden Weiler Kühhude (Gemarkung Schüllar, zu Berleburg), der von Berleburg aus durch die dem Lausetal folgende Hominghäuser Weg erreichbar ist. Der 717,0 m hohe Saukopf, der den folgenden, Luftlinie etwa 2,5 km hohen zweiten Abschnitt der Kuhhüder Rothaar einleitet, hat vermutlich nur einen Namen, weil er unmittelbar am Weiler liegt; im Grunde ist er noch Teil des Sattels, in dem alsbald eine Nebenscharte auf 707,2 m folgt, bis der Kamm dann tatsächlich merklich ansteigt, um an der Basis der Hohscheid (⊙) 740,0 m zu erreichen. Nach Nordwesten entfließen Adams Siepen (zum Schladebach) und Homicker Siepen (direkt zur Latrop), nach Südosten die Litzige (zur Lause) sowie Ost- und Mittelerze, zwei von drei Quellbächen der Trüfte. Der Riedel zwischen Mennerte und Litzige bleibt kurz und einigermaßen flach, der zwischen Litzige und Osterze ist an seiner Basis sehr schmal und auch ins Ederbergland hinein recht flach und unauffällig, bis er nach einer merklichen (auf 525,8 m) Scharte am Burgfeld (586,4 m; ⊙) im Nordwesten Berleburgs endet. Zwischen Ost- und Mittelerze zweigt unmittelbar vom Hauptgipfel der Riedel zu Kleiner (689,0 m) und Großer Hohscheid (657,6 m) ab.

### Großer Kopf
Die Mittelerzequelle liegt bereits im Gebiet der zweiten wichtigen Scharte der Kuhhüder Rothaar auf 704,6 m, die den dritten und letzten Abschnitt dieses Teilkamms einleitet. Luftlinie ist er gut 2,1 km in Westsüdwestrichtung lang, indes führt der Kamm hier bogenförmig zunächst nach Südosten, um sich allmählich bis nach Westnordwesten zu winden, weshalb die Strecke über den Rothaarsteig deutlich länger ist. Am Großen Kopf (⊙) werden 740,8 m erreicht, ab dort fällt der Kamm zunächst allmählich ab, um sich, auf einer Höhe von etwas über 700 m zu verzweigen. Der Hauptkamm geht nach Westen bis schließlich Westnordwesten und fällt relativ rasch bis zu einer Scharte auf 632,1 m (⊙) ab, die an einer Verwerfung liegt und die Kuhhüder Rothaar abschließt; der sich anschließende Lamm der Rüsper Rothaar ist hier auffällig etwas nach Norden versetzt. Der vom Verzweigungspunkt aus sich nach Südwesten ziehende Riedel auf der Redder fällt zunächst weniger stark ab und kommt noch an seinem letzten Gipfel, dem Redderkopf (⊙) nordöstlich Wingeshausens, auf eine Höhe von 653,4 m; vom Abzweig ist er immerhin 2,3 km entfernt, während die Endscharte der Kühhuder Rothaar nur 1,8 km entfernt ist. Andererseits sinkt die Redder am Auer Kessel bei Wingeshausen dann im Fächer der Kappel umso schneller.
Auf der Nordseite des Hauptkammabschnitts fließen Lutterbremke, Lüttmecke Siepen und Kleine Bamicke der Latrop zu, an der Südseite sind es zunächst vor allem die Westerze (dritter Quellbach der Trüfte) und die Preisdorf. Zwischen Mittel- und Westerze liegt der Pferdeschuss (665,0 m), zwischen Westerze und Preisdorf das breite Loh (674,8 m; ⊙), das als fast einziger Berg der Rothaar in Wittgenstein nicht im Naturschutzgebiet liegt. Es ist durch eine mehr oder minder tiefe (auf 616,5 m) Scharte abgetrennt, nach Süden endet der Riedel an der Winterscheid (594,8 m; ⊙) am Südrand des Ederberglands zum Berleburger Grund. Westlich der Preisdorf liegt, bereits im Ederbergland, der Windhain (617,8 m; ⊙), der ein südlicher Redder-Abzweig ist und im Westen vom Preisdorf-Zufluss Fehlbach gerahmt wird. In der Nähe der Fehlbachquelle, unmittelbar südlich unterhalb des Redderkopfes, liegt auch die Quelle des Radebachs, des „linkesten“ Zuflusses im System der Kappel. Nordwestlich zieht sich der Bortlingsbach, östlicher Hauptarm der Kappel, um die Redder; die meisten Bäche aus dem breiten Fächer der Kappel entspringen allerdings bereits in der Rüsper Rothaar.

## Schmallenberger Höhe und Latropschlucht

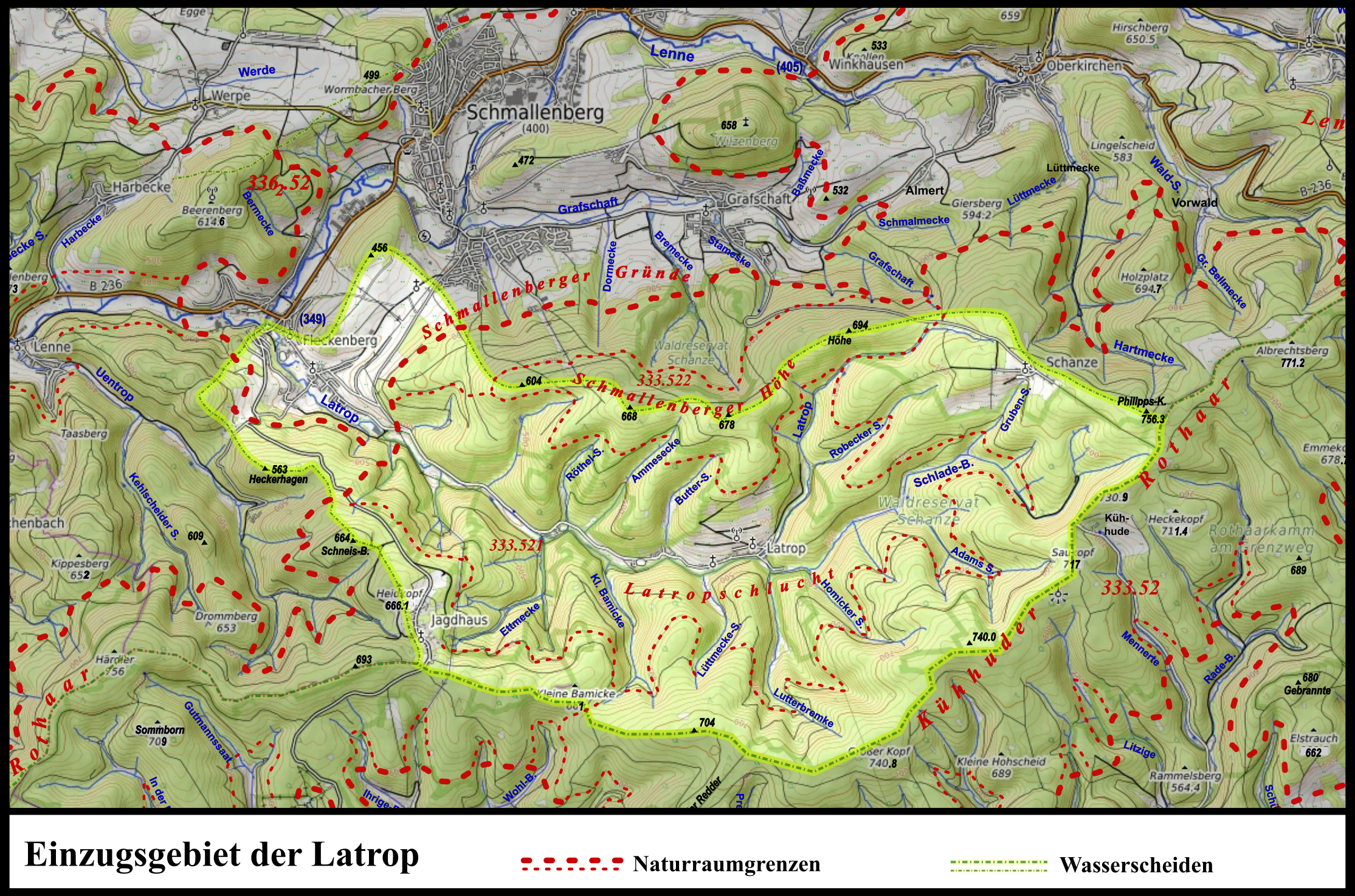
Das Einzugsgebiet der Latrop, das fast ausschließlich aus der Latropschlucht besteht; im Norden der Kamm der Schmallenberger Höhe

Der am Philippskopf (756,3 m), einem südwestlichen Vor-Gipfel des Albrechtsbergs (771,2 m) vom Hauptkamm der Kühhuder Rothaar nach Nordwesten bis Westen abzweigende Zweitkamm ist, zumindest auf der der Latrop zugewandten Seite, fast spiegelbildlich zum Hauptkamm: Der Kammbereich kommt ohne nennenswerte Scharten aus, die Riedel zu Latrop sind kurz, gipfelfrei (Ausnahme in der Kühhuder: die kaum merkliche Große Bamicke) und fallen ab einer Höhenlage von etwa 600 m steil zur Latrop ab, die in Latrop auf etwa 430 m fließt. Lediglich die Höhenlagen sind etwas geringer; bis zum Weiler Schanze ist der Kamm auf etwa 715 m abgefallen und fällt zunächst weiter sehr allmählich. Die Grubensiepen fließt vom Weiler zum Schladebach, die westlich parallele Robecker Siepen direkt zur Latrop.
Die eigentliche Schmallenberger Höhe beginnt an einer Scharte auf 659,6 m, die 2,5 km westnordwestlich des Philippskopfes und 3,7 km westlich des Albrechtsbergs liegt. Von hier aus fließt die Latrop nach Südwesten und der namentliche (aber nicht wasserreichste) Quellbach der Grafschaft nach Nordwesten. Der Höhenzug stellt den Großteil der Wasserscheide zwischen der Grafschaft im Norden und der Latrop im Süden. Er liegt an der Verwerfungsgrenze von Unterdevongesteinen (Oberems) gegen mitteldevonische Schmallenberger Schiefer (Eifelium),
Sein erster Gipfel, die Höhe (⊙), erreicht 0,9 km westlich davon 693,6 m Höhe, ihr zweiter, die namentliche Schmallenberger Höhe, erreicht, 1,4 km südwestlich der Höhe und jenseits einer weiteren Scharte auf 645,2 m, eine Höhe von 677,9 m (⊙). Ab diesem wendet sich der Höhenzug wieder nach Westnordwesten, um in 2,7 km Entfernung (580-m-Höhenlinie) auszulaufen. Nach Südwesten zur Latrop fließen Buttersiepen, Ammesecke und Röthelsiepen.
Der steile Nordhang der Schmallenberger Höhe zieht sich, anders als fast alle anderen äußeren Naturraumgrenzen der Rothaar, bis auf eine Höhe von um 500 m an die Waldgrenze zum Offenland des Schmallenberger Grunds, wo dem Höhenzug jenseits der Ortschaft Grafschaft der kompakte Wilzenberg (658,3 m) gegenübersteht. Am zentralen Steilhang zum Quellfächer der Bremecke liegt ein flächiger Abschnitt des NSG Waldreservat Schanze, welches ansonsten die Schmallenberger Höhe ausspart. Am Nordfuß der Höhe liegt das kleine, dreiteilige NSG Opspring an den Quellgebieten der Grafschaft und ihrer ersten Zuflüsse.
Die Latropschlucht ist die im Norden von der Schmallenberger Höhe, im Süden von der Kühhhuder Rothaar und im Westen vom nordöstlichsten Abschnitt der Rüsper Rothaar abgeriegelte, von Steilhängen geprägte Schlucht, die fast das komplette Einzugsgebiet der Latrop mit dem gleichnamigen Kleindorf einnimmt. Nur nach Westnordwesten, wo das Flüsschen auf etwa 370 m entschwindet, ist sie geöffnet. Das Flusssystem ist durch die allseitigen Riedel auffällig gefiedert.
Die Schlucht liegt fast komplett im NSG Waldreservat Schanze, das allerdings den Kernort und die Felder nördlich dessen ausspart

## Rüsper Rothaar

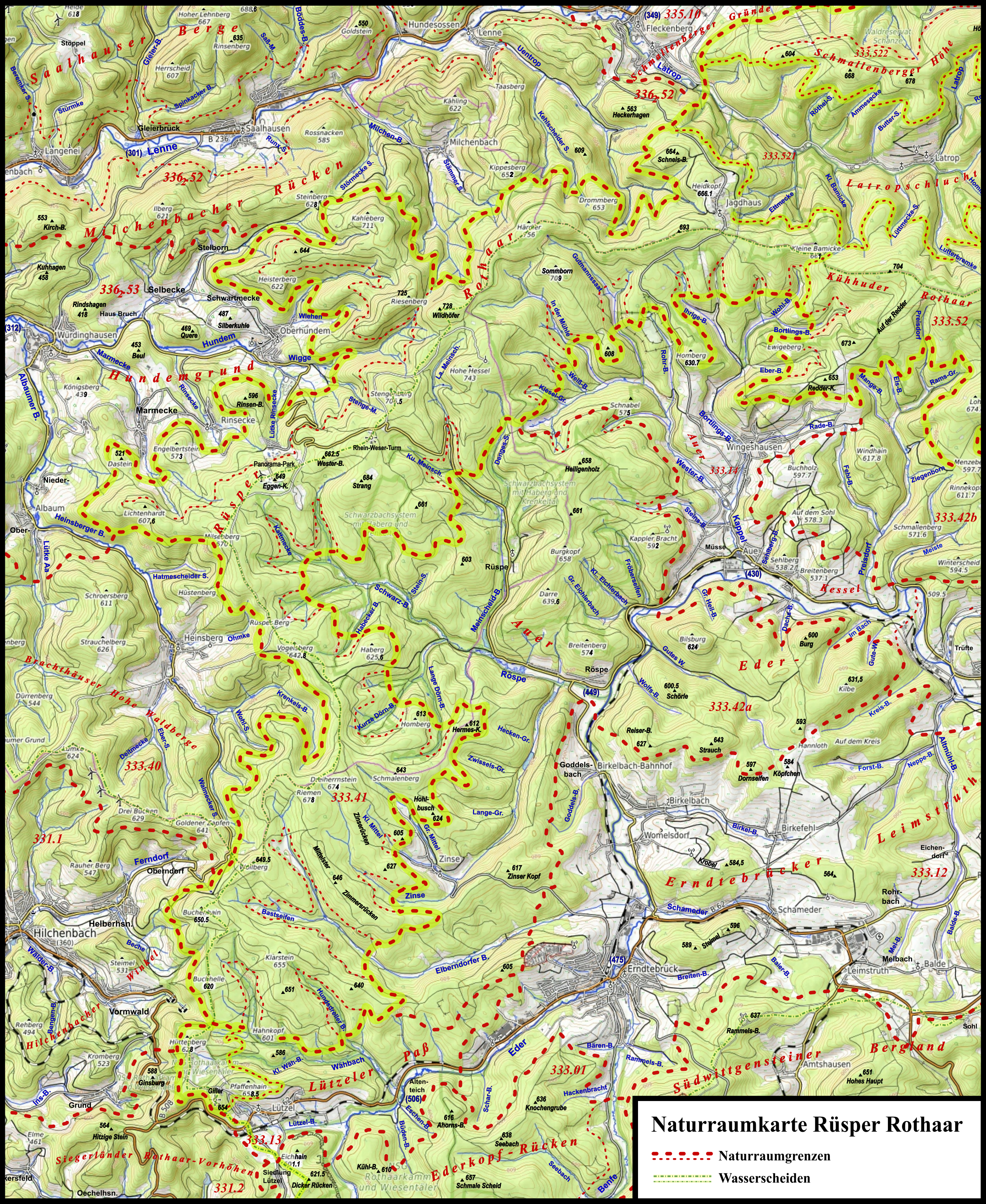
Detailkarte der Rüsper Rothaar

Jenseits der Redder und 3 km westnordwestlich des Großen Kopfes sinkt innerhalb einer Verwerfung die Kammhöhe an der Millionenbank auf nur noch 632,1 m ab. Fortan setzt die Südwestliche (Rüsper) Rothaar (333.41) den Kamm der Kühhuder Rothaar, etwas nach Norden versetzt, zunächst nach Westnordwesten fort. Die Namensgebung ist insofern etwas irreführend, als der namensgebende Weiler Rüspe (zu Kirchhundem) deutlich östlich des Kammes, in einer Bachtalung des Auer Ederberglands (333.42) liegt. Allerdings war das gesamte Waldgebiet, auch das am Kamm, lange als Rüsper Wald Streitobjekt zwischen Wittgenstein-Berleburg und dem Herzogtum Westfalen gewesen, vgl. den dortigen Geschichtsabschnitt.

### Härdler
Der schartennahe Erstgipfel, die Kleine Bamicke (661,3 m), ist unauffällig. Bald passiert die in Wingeshausen als Weidiger Weg gestartete Kreisstraße 42 (SI) nach Jagdhaus (als Jagdhäuser Straße), die auf Schmallenberger Seite weiter nach Fleckenberg führt. An diesem Sattel auf 657,2 m endete früher das Patrimonialgericht Oberkirchen und das Amt Bilstein war nunmehr der Nachbar auf der Kölner Seite des Kamms. Durch die Gebietsreform in Nordrhein-Westfalen sind jedoch Ober- und Niederfleckenberg zu einer gemeinsamen Gemarkung vereinigt worden, wodurch das früher Bilsteinische Oberfleckenberg zur Stadt Schmallenberg kam, weshalb der Hochsauerlandkreis hier noch nicht endet. Der Höhenweiler Jagdhaus liegt dabei am Sattel zum Nordausläufer Heidkopf (666,1 m), an den sich nordwestlich noch der Schneisberg (664,2 m) anschließt.
Jenseits einer namenlosen Anhöhe von 693,0 m (⊙) gipfelt der erste Abschnitt der Rüsper Rothaar 5 km west(nordwest)lich seiner Eingangsscharte, am Dreilandkreiseck mit dem Grenzstein Schnadestein, schließlich im Härdler (756 m; ⊙), dem höchsten Berg der Rüsper überhaupt. Knapp anderthalb Kilometer südwestlich des Gipfels sinkt die Scharte am Margaretenstein schließlich auf nur noch 683,0 m, womit dieser Abschnitt seinen Abschluss findet. Nach Südosten zweigen insbesondere nah der Jagdhäuser Anhöhe der Homberg (630,7 m; ⊙) zum Nordwesten Wingeshausens und vom Härdler der Sommborn (709,4 m), dessen langer Riedel sich ebenfalls in diese Richtung zieht. Zwischen diesen und weiteren Riedeln breitet sich das fächerförmige System der Kappel aus, das den Auer Kessel um Wingeshausen und Aue geformt hat. Die Bäche nach Nordwesten gehen hingegen zur Lenne, namentlich das System der Uentrop und die Stämmer Siepen (zum Milchenbach, s. u.).

### Hessel-Kahleberg-Querkette
Bereits ab dem Härdler hatte sich der Kamm eher südwestwärts gerichtet. 0,7 km westsüdwestlich der Scharte wird der Wildhöfer (727,7 m; ⊙) erreicht, von dem die Hohe Hessel (743,4 m; ⊙) nach Ostsüdosten abzweigt und der Riesenberg (724,8 m; ⊙) nach Westnordwesten. Schon die Scharte zur Hessel ist mit 688,3 m fast so tief wie die Eingangshauptscharte; die zum Riesenberg liegt gar auf nur noch gut 645 m und hinter einer fast exakt gleich tiefen Scharte schließt sich nordwestlich des Riesenbergs noch der Kahleberg (711,4 m; ⊙) an. Damit stehen de facto vier Einzelberge quer zur Kammrichtung, wobei das Massiv des Kahlebergs flächenmäßig besonders ausgedehnt ist und nach Westen weit in den Hundemgrund der Hundem bei Oberhundem reicht. Auch die Hessel hat, nach Süden, nicht geringe Ausdehnung; der sich nach einer Scharte auf 607,0 m anschließende Rücken des Burgkopfes, der im Zentrum 661,1 m erreicht (⊙), wird jedoch bereits dem Auer Ederbergland zugerechnet, dessen Abschnitt links der Eder und rechts der Kappel fast nur aus diesem Rücken und dem Großfächer der Röspe (s. u.) besteht. Die Sauerländisch-Wittgensteinische Grenze verlässt an der Hohen Hessel die Rothaar und folgt dem Burgkopfrücken, um erst am Dreiherrenstein wieder den Hauptkamm zu erreichen, siehe entsprechenden Abschnitt im Burgkopf-Artikel.
Die Bäche an den Ostflanken von Wildhöfer und Hessel fließen zum Auer Kessel der Kappel, darunter auch der Westerbach, der westliche Hauptarm der Kappel. Am westlichen Sattel zwischen beiden Bergen entspringt das Lange Meinscheid, größerer Quellbach des Meinscheidbachs, dem linken Hauptbach aus dem System der Röspe. Riesenberg und Kahleberg liegen wiederum auf der Wasserscheide zwischen Oberlenne und Hundem; der nach Milchenbach fließende Milchenbach, dem von der Nordflanke des Kahlebergs aus auch die Störmecke Siepen zufließt, wendet sich direkt der Lenne zu, während Selbecke (Quelle am Kahleberg), Hundem (Quelle am Riesenberg) und Wigge (Quelle am Sattel zwischen Riesenberg und Wildhöfer) die Hauptbäche der oberen Hundem bilden.
Gut 1 km südsüdwestlich des Wildhöfer endet an einer Scharte auf 654,7 m der in Querrichtung 4+1-teilige Kammabschnitt schließlich. Die vier Hauptgipfel liegen bereits komplett im Kreis Olpe, nachdem die Kreisgrenze über die Ostflanke der Hessel nach Süden gewandert ist, wo sie entlang der Kappel-Röspe-Wasserscheide über den Burgkopfrücken weiter verläuft.

### Stengenberg
Auf der Hauptkammlinie folgt der Stengenberg (706,5 m; ⊙), an dessen Südsporn der Rhein-Weser-Turm auf 683 m steht. Der sich von dort aus Nach Südsüdwesten ziehende Riedel Strang erreicht noch südöstlich der Röspe-Quelle 683,6 m und ist „Dominanznehmer“ insbesondere des Milsenbergs und des Riemen im weiteren Hauptkammverlauf (s. u.). Noch bevor der Rhein-Weser-Turm erreicht ist, quert mit der L 553 von Bad Berleburg nach Kirchhundem bzw. von Röspe über Rüspe nach Oberhundem der einzige wirkliche Pass über die Rothaar.Jenseits des Turms schließt sich noch der unauffällige Westerberg (662,1 m) an, bis die nächste tiefere Scharte auf nur noch 626,3 m erreicht wird.
Die Stengemecke entwässert über die Wigge zur Hundem, die Kurze Meinscheid über die vereinte Meinscheid zur Röspe.

### Milsenberg
Der unmittelbar auf die Scharte folgende Eggenkopf (649,0 m) ist als Berg nicht minder unspektakulär als der Westerberg, findet aber dadurch Bedeutung, dass auf ihm große Teile des Panorama-Parks Sauerland Wildpark liegen, der durch die L 533 (s. o.) erschlossen ist. Alle Erhebungen des Rothaarkamms bleiben fortan deutlich unter 700 m. Am Milsenberg (670,4 m; ⊙) ändert sich die Kammrichtung von Westsüdwest nach Südsüdost.
Da die naturräumliche Grenze der Rothaar zum Hundemgrund auf nur etwa 500 m gelegt wurde, zählen zu diesem Abschnitt auch drei niedrigere Riedel nach Nordwesten mit Endgipfelhöhen von unter 600 m: Der vom Eggenkopf abzweigende Rinsenberg (595,6 m; ⊙), der Engelbertstein (573,2 m) und der vom Milsenberg-Westausläufer Lichtenhardt (607,6 m; ⊙) nach Norden abzweigende Dastein (521,2 m). Die Riedel nach Osten sind demgegenüber hier gipfelfrei. In die Lücken zwischen den drei nordwestlichen Vor-Gipfeln fließen die Rinsecke nach Rinsecke und die Marmecke nach Marmecke. Zum System der Röspe buw. zu deren rechten Hauptarm Schwarzbach nach Südosten fließt insbesondere die Kattmecke.
Am südwestlichen Westhang der Lichtenhardt findet sich unmittelbar östlich von Albaum eine Singularität: Die Albaumer Klippen. Sie sind, wie das Tal des Heinsberger Bachs (s. u.), an das sie stoßen, bereits dem Nachbar-Naturraum Brachtläuser Hohe Waldberge (s. u.) zugeordnet.
Ostnordöstlich des Dorfes Heinsberg und nördlich des nicht wirklich als „Berg“ anzusehenden Rüsper Bergs (621,4 m) erreicht der inzwischen südostwärts streichende Kamm schließlich eine Scharte auf 615,4 m (⊙), die diesen Abschnitt abschließt.

### Riemen
Der Vogelsberg (642,8 m) ist unspektakulär und auf ihn folgt wieder eine Scharte, die fast so tief ist wie die Eingangsscharte des Abschnitts (auf 620 m). Der Kamm bleibt auffällig flach und richtet sich allmählich Richtung Süden, bis er plötzlich merklich ansteigt und sich nach Südwesten richtet.
Am Dreiherrenstein, wo 2,3 km südsüdöstlich des Vogelsbergsgipfels bereits 674,0 m erreicht werden, trifft das (kurköllsche) Sauerland (Kreis Olpe) auf das Wittgensteiner Land (tritt hier nur in dem einen Punkt an die Kammlinie) und das Siegerland. Der Kamm macht im Uhrzeigersinn einen kurzen Bogen nach Westen und erreicht an der südlichsten Stelle darin den Riemen (678,5 m; ⊙), höchste Erhebung des Siegerlandes, in dem der Gipfelpunkt knapp liegt (Hilchenbach). Hinter dem Riemen macht der Kamm dann eine Windung im Gegenuhrzeigersinn nach Westen und trifft, inzwischen nach Süden verlaufend, etwa 1,3 km südwestlich des Bergs auf eine Scharte auf 618,4 m.
Während die Riedel vom Riemen nach Nordwesten in Richtung Heinsberg kurz und gipfelfrei bleiben, sind die nach Nord- bis Südosten streichenden z. T. recht lang und steigen teils in mehreren Gipfelstufen ab. Im nördlichen Teil des Kammabschnitts bleiben die Riedel nach Nordosten noch kurz (Haberg: 625,6 m; Homberg: 613,1 m), doch bereits der im Nordosten des Riemen ansetzende Riedel, der sich nach Osten zum Schmalenberg (Nordwestgipfel: 644,9 m) und schließlich nordostwärts zum Hermeskopf (611,7 m) zieht, legt mehr als zweieinhalb Kilometer zurück. Über ihn zieht sich die Kreisgrenze zwischen Kreis Siegen-Wittgenstein und Kreis Olpe, die jenseits der Rothaar die Röspe (bzw. den Schwarzbach und die Meinscheid) überquert und dann den Burgkopfkamm erreicht (siehe Abschnitt zur Hohen Hessel). Eher nach Südsüdosten gerichtet sind der westlich von Zinse endende Zinserücken (am Endgipfel 627,1 m) und der Mittelste Zimmersrücken (am Zentralgipfel 645,6 m), der sich im Ederbergland schließlich nach Nordosten wendet und dann noch einmal im Zinser Kopf (617,9 m; ⊙) gipfelt, der nach Nordnordosten durch den Zinser Rücken fortgesetzt wird und über dessen Südflanke die K 33 von Erndtebrück nach Zinse führt.
Im Nordwesten des Riemen entspringt der Krenkelsbach, Hauptarm des Heinsberger Bachs, der wiederum Hauptarm des Albaumer Bachs (zur Hundem) ist. Im fließen auch noch weitere Bäche von diesem Kammabschnitt zu. Auf der Röspe-Seite wiederum fließen Habecker Bach, Kurze und Lange Dörnbach sowie Große und Kleine Mittel nebst ihrem Vorfluter Zinse, wobei die Zinse Zinse- und Zimmersrücken trennt. Der der Zinse in etwa parallele Elberndorfer Bach, dessen Quelle an der Westflanke des Riemen liegt und der den Zimmersrücken im Südwesten flankiert, fließt hingegen direkt der Eder bei Erndtebrück zu.

### Klarstein
Unmittelbar südwestlich der Eingangsscharte des nominell letzten Abschnitts der Rüsper Rothaar liegt der Wollberg (649,8 m; ⊙) östlich Oberndorfs. Er ist als Berg vergleichsweise unauffällig, hat jedoch eine hydrographische Bedeutung: Hier verzweigt sich die Lenne.Eder-Wasserscheide in die nach Westen wandernde zwischen Lenne und Sieg, der die Brachthäuser Hohen Waldberge (333.40) folgen wie auch fortan die Kreisgrenze, und die nunmehr den Rothaarkamm führende zwischen Sieg und Eder. Der Kamm verläuft weiter nach Südwesten und erreicht hinter einer Scharte auf 629,1 m am Buchenhain wieder 650,5 m. Nach einer weiteren Scharte auf 611,9 m werden an der Buchhelle im Süden ein letztes Mal 620,1 m erreicht, bis der Kamm auf 581,2 m abflacht und damit erstmals überhaupt unter 600 m kommt, womit die Rüsper Rothaar ihren Abschluss findet.
Die höchste Erhebung dieses Abschnitts liegt nicht am Kamm direkt; der Klarstein (655,4 m; ⊙) liegt südöstlich des Buchenhains. Er setzt sich in zwei Riedeln nach Südosten fort, während der Wollberg nur einen kleinen Südostriedel trägt, die Buchhelle ausläuferfrei ust und in Richtung Westen die Berge ab der Wasserscheidenverzweigung sehr schroff abfallen.
An der Nordwestflanke zwischen Wollberg und Buchenhain entspringt die Ferndorf, einer der wichtigsten Zuflüsse der Sieg (wobei streng hydrologisch eigentlich die Sieg der Ferndorf zufließt), zwischen Buchenhain und Buchhelle ihr Zufluss Beche und im Gebiet der Abschlusscharte schließlich der Wälderbach. Auf der Ederseite entspringt am Sattel zwischen Wollberg und Buchenhain die Bastseifen, der erste nennenswerte Zufluss des Elberndorfer Bachs, welcher (der Elberndorfer) den Klarsteinrücken östlich flankiert und vom Mittelsten Zimmersrücken trennt. Südöstlich des Klarsteingipfels entspringt der Hundsdreller Bach, der dessen zwei Südostriedel separiert; er fließt dem Wähbach, dem ersten nennenswerten Zufluss der Eder überhaupt zu, welcher im Sattel zwischen Buchenhain und Buchhelle entspringt und die Buchhelle vom Klarstein trennt.

### Pfaffenhain
Südlich der Buchhelle, wo der Kamm auf 581,2 m abgeflacht ist, versetzt sich die Kammlinie noch einmal kurz nach Westen (Hüttenberg: 628,7 m), um sich schließlich nach Südosten zu wenden. Am Giller mit dem bekannten Gillerturm werden noch einmal 653,7 m erreicht, am Pfaffenhain nur 600 m nordöstlich und bereits auf der Ederseite, sind es gar 658,5 m (⊙). Dieser Abschnitt wird in der naturräumlichen Gliederung bereits, gewissermaßen als westlicher Pfeiler und Riegel, zur Einheit Lützeler Pass (333.13) gezählt, einer Untereinheit der Wittgensteiner Kammer (333.1). In anderer Hinsicht ist er jedoch der Endabschnitt der Rothaar überhaupt, weshalb er hier mit aufgeführt ist.
Den „eigentlichen“, nicht naturräumlich gemeinten Lützeler Pass bildet die Bundesstraße 62 zwischen Hilchenbach und Erndtebrück (sowie die parallele Eisenbahn). Der Abzweig der Eisenstraße, einer bzw. der Höhenstraße des sich südlich anschließenden Ederkopf-Lahnkopf-Rückens (333.01), von der Bundesstraße liegt auf 577,9 m, weiter südöstlich liegt sogar eine Scharte auf 566,4 m (⊙).
Nach Osten flacht der Pfaffenhain-Rücken relativ schnell ab, da der Kleine Wähbach (Quelle nordwestlich des Giller) und sein Vorfluter Wähbach (s. o.) im Norden sowie der Lützelbach (Quelle im Sattel zwischen Pfaffenhain und Giller) die nach Osten gerichteten Täler tief ausgeräumt haben. Westlich unweit des Massivs liegt die Ginsburg (588,1 m), die jedoch erkennbar jenseits des Steilabfalls der Rothaar im naturräumlichen Siegerland liegt (Scharte auf 563,8 m). Rund um die Ginsburg liegen die Quellen des Insbachs und seines ersten Zuflusses Wildbach..

## Berge

### Kammabschnitte
Die Rothaar wird für die folgende Listung der besseren Orientierung wegen durch ihre markantesten Scharten in Abschnitte aufgeteilt:
- Scharte auf 687,5 m[5] in der Langewiese, B 236, Knick zwischen Langewiese und Hoheleye
  - Kühhuder Rothaar a (bis 771,2 m)
- Scharte auf 697,2 m[6] bei Kühhude
  - Kühhuder Rothaar b (bis 740,0 m)
- Scharte auf 704,6 m[5] oberhalb der Trüftequelle am Lochthumsloch
  - Kühhuder Rothaar c (bis 740,8 m)
- Scharte auf 632,1 m[6] unmittelbar südöstlich der Kleinen Bamicke
  - Rüsper Rothaar a (bis 756,0 m)
- Scharte auf 683,0 m[5] zwischen Härdler und Wildhöfer
  - Rüsper Rothaar b (bis 743,4 m, am Kamm bis 727,7 m)
  - Scharte auf 654,7 m[5] nordöstlich des Stengenbergs
- Rüsper Rothaar c (bis 706,5 m)
- Scharte auf 626,3 m[5] westlich des Westerbergs
  - Rüsper Rothaar d (bis 670,3 m)
- Scharte auf 615,4 m[5][6] nördlich des Rüsper Bergs
  - Rüsper Rothaar e (bis 678,2 m)
- Scharte auf 618,4 m[5] nördlich des Wollbergs
  - Rüsper Rothaar f (bis 655,4 m)
- Scharte auf 581,3 m[5] ostnordöstlich des Hüttenbergs
  - Westabschluss Lützeler Pass (bis 658,5 m)
- Scharte auf 566,4 m[6] im Norden der Siedlung Lützel, nah dem Abzweig der Straße An den weißen Steinen von der Eisenstraße am Lützeler Pass

### Bergtabelle
Die folgende Tabelle enthält die wichtigsten Erhebungen der Rothaar nebst Höhe über NHN, Dominanz und Prominenz, wobei alle Berge mit mindestens 30 m Prominenz gelistet sind; die Helligkeit des Hintergrunds deutet die jeweilige Eigenständigkeit als Berg an (Aufhellung ab 2 km Dominanz oder ab 60 m Prominenz, die beiden Hauptberge ganz hell).
Wird die Tabelle nach Lage sortiert (ist die Vorsortierung), so sind die Gipfel am Kamm exakt der Reihe nach geordnet, wobei bei vom Hauptkamm abzweigenden Rücken und Riedeln diese ab Abzweig von Nordost nach Südwest durch nachgestellte Zahlen geordnet sind und Berge innerhalb eines Rückens durch Buchstaben. Berge, die orographisch Ausläufer der Rothaar sind, jedoch nominell nicht Teil der Rothaar oder des Lützeler Passes sind, sind mit Stern (*) hinter ihrem Namen gekennzeichnet und ihr Naturraum wird an erster Stelle bei den Bemerkungen geführt. Bei Hauptbergen eines der 10 Abschnitte ist der Abschnittsname gefettet; es handelt sich nicht immer um den ersten aufgeführten Berg und bei Hessel, Klarstein und Pfaffenhain auch nicht um Berge des Hauptkamms.
| Name                                     | Lage                      | Gemarkung                                | Höhe ü. NHN | Domi- nanz | Promi- nenz | Bemerkungen |
| ---------------------------------------- | ------------------------- | ---------------------------------------- | ----------- | ---------- | ----------- | --- |
| Albrechtsberg                            | Kühhuder Rothaar a1       | Girkhausen/ Oberkirchen                  | 771,2 m     | 6,90 km    | 83,9 m      | Basis und Hauptberg der Kühhuder Rothaar |
| Holzplatz                                | Kühhuder Rothaar a1-NW    | Oberkirchen                              | 694,7 m     | 0,48 km    | 28,2 m      | |
| Steinert                                 | Kühhuder Rothaar a1-SO1   | Girkhausen                               | 695,8 m     | 0,39 km    | 7,7 m       | nordwestlich von Girkhausen |
| (Südlicher) Dödesberg                    | Kühhuder Rothaar a1-SO2   | Girkhausen                               | 705,4 m     | 0,72 km    | 36,5 m      | |
| Emmekopf                                 | Kühhuder Rothaar a1-SO3   | Girkhausen                               | 678,7 m     | 0,17 km    | 2,4 m       | Riedel unmittelbar vom Albrechtsberggipfel |
| Gebrannte                                | Kühhuder Rothaar a1-SO4a  | Schüllar                                 | 679,6 m     | 1,35 km    | 58,4 m      | namentlich bekannter ist der Südgipfel Elstrauch (661,6 m), der durch eine Scharte auf 645,8 m abgetrennt ist; nördlich von Schüllar |
| Schüllarsberg*                           | Kühhuder Rothaar a1-SO4b  | Berleburg/ Schüllar                      | 599,2 m     | 0,95 km    | 25,9 m      | |
| Reifelscheid*                            | Kühhuder Rothaar a1-SO4c  | Berleburg                                | 601,2 m     | 1,70 km    | 60,3 m      | Auer Ederbergland links von Eder und Kappel, Randberg zum Berleburger Grund und nördlicher Stadtberg Bad Berleburgs |
| Philippskopf                             | Kühhuder Rothaar a2       | Grafschaft (/Schüllar)                   | 756,3 m     | 0,81 km    | 6,0 m       | |
| Höhe                                     | Kühhuder Rothaar a2-NWa   | Grafschaft                               | 693,8 m     | 1,03 km    | 34,2 m      | Basis der eigentlichen Schmallenberger Höhe |
| Schmallenberger Höhe                     | Kühhuder Rothaar a2-NWb   | (Grafschaft/) Schmallenberg              | 677,9 m     | 0,82 km    | 32,7 m      | Basis des Höhenzugs ist die 693,8 m hohe Höhe |
| Anhöhe nördlich von Kühhude              | Kühhuder Rothaar a3       | Grafschaft/ Schüllar                     | 730,9 m     | 0,55 km    | 15,7 m      | |
| Saukopf                                  | Kühhuder Rothaar b1       | Grafschaft/ Schüllar                     | 717,0 m     | 0,37 km    | 9,8 m       | |
| Basis der Hohscheid                      | Kühhuder Rothaar b2       | Berleburg/ Grafschaft                    | 740,0 m     | 1,32 km    | 35,4 m      | |
| Lauberg                                  | Kühhuder Rothaar b2-SO1a  | Berleburg                                | 614,7 m     | 0,37 km    | 24,4 m      | |
| Windbrachekopf                           | Kühhuder Rothaar b2-SO1b  | Berleburg                                | 599,7 m     | 1,01 km    | 45,1 m      | |
| Burgfeld*                                | Kühhuder Rothaar b2-SO1c  | Berleburg                                | 584,7 m     | 1,37 km    | 63,9 m      | Auer Ederbergland links von Eder und Kappel, Randberg zum Berleburger Grund und westlicher Stadtberg Bad Berleburgs |
| Große Hohscheid                          | Kühhuder Rothaar b2-SO2   | Berleburg                                | 657,6 m     | 0,50 km    | 27,3 m      | |
| Großer Kopf                              | Kühhuder Rothaar c1       | Berleburg/ Grafschaft                    | 740,8 m     | 4,20 km    | 43,6 m      | |
| Pferdeschuss                             | Kühhuder Rothaar c1-SO1   | Berleburg                                | 665,0 m     | 0,94 km    | 16,4 m      | |
| Loh                                      | Kühhuder Rothaar c1-S2    | Berleburg                                | 674,8 m     | 1,31 km    | 58,3 m      | |
| Winterscheid*                            | Kühhuder Rothaar c1-S2-S1 | Berghausen                               | 594,8 m     | 1,02 km    | 39,2 m      | Auer Ederbergland links von Eder und Kappel, Randberg zum Berleburger Grund; nördlich von Berghausen |
| Schmalenberg*                            | Kühhuder Rothaar c1-S2-S2 | Berghausen                               | 571,4 m     | 0,55 km    | 34,1 m      | Auer Ederbergland links von Eder und Kappel, (schmaler) Randberg zum Auer Kessel |
| Redderkopf                               | Kühhuder Rothaar c1-S3    | Wingeshausen                             | 653,4 m     | 0,61 km    | 17,9 m      | ragt von Nordosten in den Auer Kessel; Endgipfel des Riedels Auf der Redder; nordöstlich von Wingeshausen |
| Windhain*                                | Kühhuder Rothaar c1-S3-S1 | Wingeshausen                             | 617,8 m     | 1,10 km    | 59,9 m      | Auer Ederbergland links von Eder und Kappel; zweigt noch nordöstlich des Redderkopfes von der Redder ab |
| Buchholz*                                | Kühhuder Rothaar c-S3-S2a | Wingeshausen                             | 597,6 m     | 1,00 km    | 39,7 m      | Auer Ederbergland links von Eder und Kappel; zweigt noch nordöstlich des Redderkopfes von der Redder ab; südwestlicher Randgipfel zum Auer Kessel |
| Auf dem Sohl*                            | Kühhuder Rothaar c-S3-S2b | Wingeshausen/ Aue                        | 578,4 m     | 0,50 km    | 20,0 m      | Auer Ederbergland links von Eder und Kappel; zweigt noch nordöstlich des Redderkopfes von der Redder ab; südlicher Randgipfel zum Auer Kessel |
| westlichster Gipfel der Kühhuder Rothaar | Kühhuder Rothaar c2       | Grafschaft/ Wingeshausen                 | 704,2 m     | 0,58 km    | 5,4 m       | am Kamm knapp jenseits des Abzweigs der Redder |
| Große Bamicke                            | Kühhuder Rothaar c-2      | Grafschaft (/Schmallenberg)              | 614,6 m     | 0,23 km    | 9,7 m       | |
| Kleine Bamicke                           | Rüsper Rothaar a1         | Wingeshausen/ Grafschaft/ Fleckenberg    | 661,3 m     | 0,69 km    | 15,8 m      | |
| Anhöhe südwestlich von Jagdhaus          | Rüsper Rothaar a2         | Wingeshausen/ Fleckenberg                | 693,0 m     | 1,75 km    | 37,3 m      | |
| Heidkopf                                 | Rüsper Rothaar a2-NW      | Fleckenberg                              | 666,1 m     | 0,64 km    | 24,9 m      | unmittelbar nordwestlich von Jagdhaus |
| Schneisberg                              | Rüsper Rothaar a2-NWb     | Fleckenberg                              | 664,2 m     | 0,65 km    | 34,4 m      | südwestlicher Pfeile der Pforte zur Latropschlucht; Zwischengipfel zum Hauptkamm ist der Heidkopf (666,1 m) unmittelbar nordwestlich von Jagdhaus, dessen Scharte im genannten Weiler allerdings nur bis auf 641,2 m geht |
| Homberg                                  | Rüsper Rothaar a2-SO      | Wingeshausen                             | 630,7 m     | 1,51 km    | 44,2 m      | ragt von Norden in den Auer Kessel, unmittelbar nördlich des Weilers Homberg im Nordwesten Wingeshausens; Scharte knapp unter 600 m |
| Härdler                                  | Rüsper Rothaar a3         | (Wingeshausen/ Fleckenberg/) Milchenbach | 756,0 m     | 11,90 km   | 123,9 m     | Hauptberg der Rüsper Rothaar |
| Drommberg                                | Rüsper Rothaar a3-NO      | Fleckenberg                              | 652,6 m     | 0,36 km    | 31,1 m      | |
| Kipp(esberg)*                            | Rüsper Rothaar a3-NW      | Milchenbach (/Lenne)                     | 651,9 m     | 0,62 km    | 45,6 m      | Milchenbacher Rücken, südöstlich Milchenbachs; zwar liegt die Scharte zum Härdler auf minimal über 600, doch ist dieser Berg über 100 m höher, weshalb der Kippesberg dem Oberlennebergland zuzurechnen ist |
| Sommborn                                 | Rüsper Rothaar a3-S       | Wingeshausen                             | 709,4 m     | 0,47 km    | 31,5 m      | |
| Wildhöfer                                | Rüsper Rothaar b          | Oberhundem/ Milchenbach                  | 727,7 m     | 0,95 km    | 39,4 m      | Kammbasis für Hessel und Kahleberg |
| Riesenberg                               | Rüsper Rothaar b-W        | Oberhundem                               | 724,8 m     | 0,50 km    | 79,3 m      | durch recht deutliche Scharte (auf 645,5 m) vom Hauptkamm am Wildhöfer getrennt |
| Kahleberg                                | Rüsper Rothaar b-W-N      | (Milchenbach/) Selbecke                  | 711,4 m     | 1,48 km    | 65,5 m      | Nordwestrandausläufer, 1,5 km südwestlich von Milchenbach; durch deutliche (auf 645,9 m) Scharte vom Riesenberg getrennt |
| Hohe Hessel                              | Rüsper Rothaar b-SOa      | Oberhundem                               | 743,4 m     | 2,29 km    | 60,5 m      | leicht südlich der Kammlinie |
| Burgkopf                                 | Rüsper Rothaar b-SOb      | Aue/ Oberhundem                          | 661,1 m     | 2,07 km    | 54,1 m      | Auer Ederbergland links der Eder, unmittelbar nordöstlich von Rüspe |
| Kappelerbracht*                          | Rüsper Rothaar b-SOb-O    | Aue                                      | 592,2 m     | 0,78 km    | 30,4 m      | Auer Ederbergland links der Eder, unmittelbar westnordwestlich von Aue |
| Breitenberg*                             | Rüsper Rothaar b-SOb-O    | Birkelbach                               | 574,3 m     | 0,64 km    | 23,3 m      | Auer Ederbergland links der Eder, unmittelbar nördlich von Röspe |
| Stengenberg                              | Rüsper Rothaar c1         | Oberhundem                               | 706,5 m     | 0,99 km    | 51,8 m      | Rhein-Weser-Turm auf Südsüdwestausläufern in 800 Metern Entfernung |
| Westerberg                               | Rüsper Rothaar c2         | Oberhundem                               | 662,5 m     | 0,39 km    | 11,2 m      | |
| Eggenkopf                                | Rüsper Rothaar d1         | Oberhundem                               | 649,0 m     | 0,66 km    | 15,6 m      | Panorama-Park Sauerland Wildpark |
| Rinsenberg*                              | Rüsper Rothaar d1-NW      | Oberhundem                               | 595,6 m     | 1,16 km    | 41,6 m      | Westabdachung zum Hundemgrund zwischen Oberhundem (NO) und Rinsecke (SW) |
| Milsenberg                               | Rüsper Rothaar d2         | Oberhundem/ Heinsberg                    | 670,3 m     | 2,11 km    | 44,0 m      | |
| Engelbertstein                           | Rüsper Rothaar d2-NW1     | Oberhundem                               | 573,2 m     | 0,76 km    | 35,3 m      | Westabdachung zum Hundemgrund zwischen Rinsecke (NO) und Marmecke (NW) |
| Lichtenhardt                             | Rüsper Rothaar d2-NW2a    | Oberhundem/ Heinsberg (/Würdinghausen)   | 607,6 m     | 0,25 km    | 4,6 m       | westlichster 600er der Rothaar überhaupt; am südwestlichen Westhang sind die Albaumer Klippen |
| Dastein                                  | Rüsper Rothaar d2-NW2     | Oberhundem/ Würdinghausen                | 521,2 m     | 0,38 km    | 19,2 m      | Westabdachung zum Hundemgrund zwischen Marmecke (NO) und (Nieder-)Albaum (SW) |
| Vogelsberg                               | Rüsper Rothaar e1         | Heinsberg                                | 642,8 m     | 1,15 km    | 22,6 m      | |
| Riemen                                   | Rüsper Rothaar e2         | (Zinse/) Oberndorf (/Heinsberg)          | 678,2 m     | 5,06 km    | 62,8 m      | höchster Berg des historischen Siegerlandes |
| Haberg                                   | Rüsper Rothaar e2-O1      | Heinsberg                                | 625,8 m     | 0,78 km    | 8,7 m       | |
| Homberg                                  | Rüsper Rothaar e2-O2      | Heinsberg                                | 613,1 m     | 0,24 km    | 6,0 m       | |
| Schmalenberg                             | Rüsper Rothaar e2-O3      | Heinsberg (/Womelsdorf/ Zinse)           | 644,9 m     | 0,42 km    | 8,7 m       | Südostgipfel: 643,4 m |
| Hermeskopf                               | Rüsper Rothaar e2-O3-NW   | Heinsberg/ Birkelbach                    | 611,7 m     | 0,84 km    | 17,6 m      | Endgipfel eines langen, nur allmählich abflachenden Rückens vom Riemen nach Osten, über den die Kreisgrenze bzw. die Kulturraumgrenze Sauerland/Wittgenstein verläuft; seine Scharte liegt zwar knapp unter 600 m, er wird von Bürgener jedoch noch zur Rothaar gezählt; ist oft auf Karten gröberen Maßstabs eingezeichnet; südwestlich von Röspe |
| Hohlbusch                                | Rüsper Rothaar e2-O3-SW   | Womelsdorf (/Zinse)                      | 624,2 m     | 0,63 km    | 18,8 m      | |
| Zinserücken (Endgipfel)                  | Rüsper Rothaar e2-O4      | Oberndorf Zinse                          | 627,1 m     | 0,36 km    | 3,5 m       | |
| Mittelster Zimmersrücken (Zentralgipfel) | Rüsper Rothaar e2-O5a     | Helberhausen                             | 645,6 m     | 0,64 km    | 7,7 m       | Auer Ederbergland |
| Zinser Kopf*                             | Rüsper Rothaar e2-O5b     | Erndtebrück (/Zinse/ Womelsdorf)         | 617,9 m     | 1,56 km    | 31,5 m      | Auer Ederbergland |
| Zinser Rücken* (Südgipfel)               | Rüsper Rothaar e2-O5c     | Birkelbach/ Womelsdorf                   | 590,3 m     | 0,91 km    | 16,6 m      | Auer Ederbergland |
| Zinser Rücken* (Nordgipfel)              | Rüsper Rothaar e2-O5d     | Birkelbach                               | 563,1 m     | 0,69 km    | 14,8 m      | Auer Ederbergland; Nordgipfel |
| Wollberg                                 | Rüsper Rothaar f1         | Oberndorf/ Heinsberg                     | 649,5 m     | 1,10 km    | 28,5 m      | Wasserscheidenkreuz, Abzweig der Brachthäuser Hohen Waldberge nach Westen |
| Buchenhain                               | Rüsper Rothaar f2         | Helberhausen                             | 650,5 m     | 1,36 km    | 19,5 m      | |
| Klarstein                                | Rüsper Rothaar f2-SO      | Helberhausen/ Vormwald                   | 655,4 m     | 2,20 km    | 37,0 m      | |
| Buchhelle                                | Rüsper Rothaar f3         | Vormwald                                 | 620,1 m     | 0,58 km    | 8,2 m       | |
| Hüttenkopf                               | Lützeler Pass 1           | Grund                                    | 627,8 m     | 0,85 km    | 23,7 m      | |
| Giller                                   | Lützeler Pass 2           |                                          | 653,7 m     | 0,44 km    | 18,2 m      | westlich von Lützel und unmittelbar an der B 62, mit Gillerturm; nur 560 m Entfernung steht der Hauptgipfel Pfaffenhain |
| Pfaffenhain                              | Lützeler Pass-NO          | Lützel                                   | 658,5 m     | 4,20 km    | 77,2 m      | |

## Nachweise und Fußnoten
1. ↑  Martin Bürgener: Geographische Landesaufnahme: Die naturräumlichen Einheiten auf Blatt 111 Arolsen. Bundesanstalt für Landeskunde, Bad Godesberg 1963. → Online-Karte (PDF; 4,1 MB)
2. 1 2 3 4  Martin Bürgener: Geographische Landesaufnahme: Die naturräumlichen Einheiten auf Blatt 110 Arnsberg. Bundesanstalt für Landeskunde, Bad Godesberg 1969. → Online-Karte (PDF; 6,1 MB)
3. ↑  Heinz Fischer, Hans-Jürgen Klink: Geographische Landesaufnahme: Die naturräumlichen Einheiten auf Blatt 124 Siegen. Bundesanstalt für Landeskunde, Bad Godesberg 1972. → Online-Karte (PDF; 4,1 MB)
4. ↑  Emil Meynen, Josef Schmithüsen (Hrsg.): Handbuch der naturräumlichen Gliederung Deutschlands. Bundesanstalt für Landeskunde, Remagen/Bad Godesberg 1953–1962 (9 Lieferungen in 8 Büchern, aktualisierte Karte 1:1.000.000 mit Haupteinheiten 1960).
5. 1 2 3 4 5 6 7 8 9 10 11 12 13 14 15 16 17 18 19 20  Höhe laut Digitalem Geländemodell, zuschaltbar in: Topographisches Informationsmanagement, Bezirksregierung Köln, Abteilung GEObasis NRW (Hinweise)
6. 1 2 3 4 5  Höhe laut Deutscher Grundkarte, zuschaltbar in: Topographisches Informationsmanagement, Bezirksregierung Köln, Abteilung GEObasis NRW (Hinweise)
7. 1 2  Topographisches Informationsmanagement, Bezirksregierung Köln, Abteilung GEObasis NRW (Hinweise)
8. ↑  Scharte auf 656,5 m
9. ↑  Scharte auf 688,1 m
10. ↑  Scharte zum mit 709,4 m nur minimal höheren nördlichen Dödesberg auf 668,9 m
11. ↑  Scharte laut Deutscher Grundkarte auf 676,3 m
12. ↑  Scharte auf 621,2 m
13. ↑  Scharte auf 573,3 m; Dominanz zur Reifelscheid
14. ↑  Dominanz zum Lauberg auf dem westlich parallelen Rücken zum Burgfeld; Scharte zum Schüllarsberg auf 540,9 m (weiter zum Elstrauch); in den amtlichen aktuellen Karten ist noch eine Höhe von 601,1 m verzeichnet, das DGM zeigt im Maßstab 1:10.000 jedoch 601,2 m an.
15. ↑  Scharte auf ca. 750,3 m
16. ↑  Scharte zu Nordwestausläufern des Philippskopfs auf 659,6 m
17. ↑  Dominanz und Prominenz (Scharte auf 645,2 m) zur Höhe
18. ↑  Scharte auf ca. 715,2 m
19. ↑  Scharte zu Großem Kopf auf 707,2 m
20. ↑  Für den Kammgipfel wird kein Name verzeichnet, indes ist er Basis des Riedels von Kleiner und Großer Hohscheid; Dominanz und Prominenz zum Großen Kopf
21. ↑  Scharte auf ca. 590,3 m; Dominanz zur Großen Hohscheid im W
22. ↑  Scharte auf 554,6 m; Dominanz zur Großen Hohscheid im NW
23. ↑  Dominanz zum Windbrachekopf; Scharte zu ebendem auf ca. 520,8 m
24. ↑  Dominanz zur Kleinen Hohscheid; Scharte zu ebender auf 630,3 m
25. ↑  Dominanz zum südwestlich benachbarten Loh; Scharte auf 548,6 m (Deutsche Grundkarte hatte noch 548,1 m verzeichnet)
26. ↑  Scharte auf 616,5 m
27. ↑  Dominanz zum Rinnekopf; Scharte zuebendem auf 555,6 m
28. ↑  Scharte auf 537,3 m
29. ↑  Scharte auf ca. 535,5 m
30. ↑  Scharte zur Redder laut Deutscher Grundkarte auf 557,9 m
31. ↑  Scharte auf 557,9 m; Dominanz zum Windhain
32. ↑  Scharte auf 558,4 m
33. ↑  Scharte auf 698,8 m laut DGK
34. ↑  Dominanz und Prominenz zum Härdler; Scharte auf 655,7 m
35. ↑  Scharte auf 641,2 m in Jagdhaus
36. ↑  Scharte zum Heidkopf auf 629,8 m
37. ↑  Dominanz zum Hauptkamm, Scharte zu ebendem auf 586,5 m
38. ↑  Scharte zum Härdler auf 621,5 m
39. ↑  Scharte zum Härdler auf 606,3 m
40. ↑  Scharte zum Härdler laut DGM auf 677,9 m
41. ↑  Dominanz und Prominenz zur Hohen Hessel; Scharte auf 688,3 m
42. ↑  Dominanz und Prominenz zum Riesenberg
43. ↑  Scharte zum Burgkopfrücken laut DGM auf 561,8 m
44. ↑  Scharte zum Burgkopfrücken laut DGK auf 551,0 m
45. ↑  Dominanz zur Hohen Hessel; Scharte auf 654,7 m unmittelbar nordöstlich (zum Wildhöfer)
46. ↑  Scharte zum Eggenkopf laut DGM auf 554,0 m
47. ↑  Scharte zu Milsenberg-Ausläufern auf 537,9 m
48. ↑  Scharte zum Milsenberg laut Deutscher Grundkarte auf 603,0 m
49. ↑  Scharte zur Lichtenhardt auf 502,0 m
50. ↑  Dominanz zum Milsenberg; Scharte zum Riemen laut DGM auf 620,2 m
51. ↑  Scharte auf 617,1 m
52. ↑  Scharte auf 607,1 m
53. ↑  Scharte auf 636,2 m
54. ↑  Scharte auf 594,1 m
55. ↑  Scharte auf 605,4 m laut DGK
56. ↑  Scharte auf 623,6 m
57. Scharte auf 637,9 m
58. ↑  Scharte auf 586,4 m; Dominanz zum Hohlbusch
59. ↑  Scharte auf 573,7 m
60. ↑  Scharte auf 548,3 m laut DGK
61. ↑  Dominanz und Prominenz zum Buchenhain, Scharte auf 621,0 m (Scharte zum Riemen liegt auf 618,4 m)
62. ↑  Dominanz und Prominenz zum Klarstein, Scharte auf 631,0 m laut DGM
63. ↑  Dominanz zum Riemen wie zum Pfaffenwald in etwa gleich; Scharte zum Riemen auf 618,4 m laut DGM
64. ↑  Scharte auf 611,9 m
65. ↑  Scharte auf 604,1 m laut DGM; Dominanz zum Pfaffenhain
66. ↑  Scharte auf 635,5 m unmittelbar nordöstlich, Parkplatz
67. ↑  Dominanz zur Obersten Henn, Prominenz zum Riemen; Scharte laut DGM auf 581,3 m zwischen Hüttenberg und Buchhelle